# سوكري إكوادوري
سوكري (تلفظ بالإسبانية: ‎/ˈsukre/‏) هي عملة الإكوادور بين عامي 1884 و2000. كان رمز ISO الخاص بها هو ECS، سميت العملة على اسم الزعيم السياسي لأمريكا اللاتينية أنطونيو خوسيه دي سوكري، واستبدلت العملة بالدولار الأمريكي نتيجة للأزمة المالية 1998-1999.

## تاريخ
غير اسم البيزو الإكوادوري إلى سوكري في 22 مارس 1884، وربط بعد ذلك بمعيار الفضة. تم ربط السوكري بـ 22.5 جرام من الفضة النقية. وأخرجت العملات المعدنية القديمة من التداول بين عامي 1887 و1892، مع بقاء العملات المعدنية المدعومة بالفضة فقط متداولة. دفع انخفاض السعر الدولي للفضة خلال تسعينيات القرن التاسع عشر الإكوادور إلى التحول إلى معيار الذهب في 3 نوفمبر 1898، مع ربط السوكري بـ 732.224 مليجرام من الذهب الخالص (أي ما يعادل 2 شلن إسترليني).
أصبح سوكري غير قابل للتحويل بعد وقت قصير من بدء الحرب العالمية الأولى في عام 1914 بسبب التوتر السياسي الدولي. وعلى الرغم من التدابير المكثفة لدعم قيمة السوكري، استمر سعر الصرف في الانخفاض بسرعة. واستقر سعر صرف السوكري في نهاية المطاف خلال عام 1926، وعند هذه النقطة أعادت الإكوادور تأسيس معيار الذهب حيث كان السوكري يساوي 300.933 ملغم من الذهب الخالص أو 0.20 دولار أمريكي (انخفاض قيمة العملة بنسبة 58.8%).
بعد تعليق معيار الذهب في 8 فبراير 1932، تم اعتماد ضوابط الصرف الأجنبي في 30 أبريل والتي حددت سعر الشراء الرسمي عند 5.95 لكل دولار أمريكي. بمجرد ارتفاع سعر الفضة فوق القيمة الاسمية لمعظم العملات الفضية خلال ثلاثينيات القرن العشرين، حظرت الإكوادور تصدير الفضة في 17 مايو 1935. وأعقب ذلك عدة تعديلات على نظام الصرف الأجنبي في البلاد مع استمرار انخفاض قيمة السوكري. ورفعت الضوابط على النقد الأجنبي أخيرًا في سبتمبر 1937 وحدد السعر الرسمي عند 13.5 سوكري لكل دولار أمريكي. وخفضت قيمة السوكري في النهاية إلى 14.77 سوكري لكل دولار أمريكي في 4 يونيو 1940، وفرضت الضوابط مرة أخرى. أصبح السعر الرسمي 14 سوكري لكل دولار أمريكي في عام 1942 و13.5 لكل دولار أمريكي في عام 1944.
أنشأ صندوق النقد الدولي تعادل القدرة الشرائية للسوكري عند 13.5 لكل دولار أمريكي في 18 ديسمبر 1946. وعندما اعتمد صندوق النقد الدولي نظام أسعار الصرف المتعددة في عام 1947، خفضت قيمة تعادل صندوق النقد الدولي للسوكري إلى 15 سوكري لكل دولار أمريكي بحلول عام 1950، و18 بحلول عام 1961، و25 لكل دولار أمريكي بحلول عام 1970. حافظ سوكري على سعر صرف مستقر إلى حد ما مقابل الدولار الأمريكي حتى عام 1983 عندما خفضت قيمته إلى 42 لكل دولار أمريكي، وزاد الاستهلاك بسرعة وأصبح سعر السوق الحرة في سوكري أكثر من 800 لكل دولار أمريكي بحلول عام 1990 وما يقرب من 3000 بحلول عام 1995. وخسر السوكري 67% من قيمته بالعملة الأجنبية خلال عام 1999؛ وانخفضت قيمتها بنسبة 17٪ إضافية على مدار أسبوع واحد، لتنتهي عند 25000 سوكري لكل دولار أمريكي في 7 يناير 2000.
في 9 يناير، أعلن الرئيس جميل معوض أنه سيعتمد الدولار الأمريكي كعملة رسمية للإكوادور، على الرغم من أن الدولار الأمريكي كان له بالفعل استخدام غير رسمي واسع النطاق في الإكوادور قبل اتخاذ هذا القرار. وأصبح الدولار الأمريكي عملة قانونية في الإكوادور في 13 مارس 2000، وتوقفت أوراق السوكري عن كونها عملة قانونية في 11 سبتمبر 2000. وكانت أوراق السوكري قابلة للتبادل بمعدل 25000 سوكري لكل دولار حتى 30 مارس 2001.

## عملات معدنية
في عام 1884، تم إدخال عملات معدنية من النحاس والنيكل فئة سنتافو ونصف، بالإضافة إلى عملات فضية نصف ديسيمو، وعملات معدنية واحدة واثنتين من ديسيمو، وعملات سوكري ونصف سوكري.وسكت عملات السنتافو كفئات من البيزو استمرت في التداول بعد إدخال السوكري. حل النحاس محل النحاس والنيكل كمادة مستخدمة في سنتافو ونصف في عام 1890، في حين تم تقديم العملات الفضية نصف ديسيمو في عام 1893. واصدرت عملات معدنية ذهبية من فئة 10 سوكري في عامي 1899 و1900.

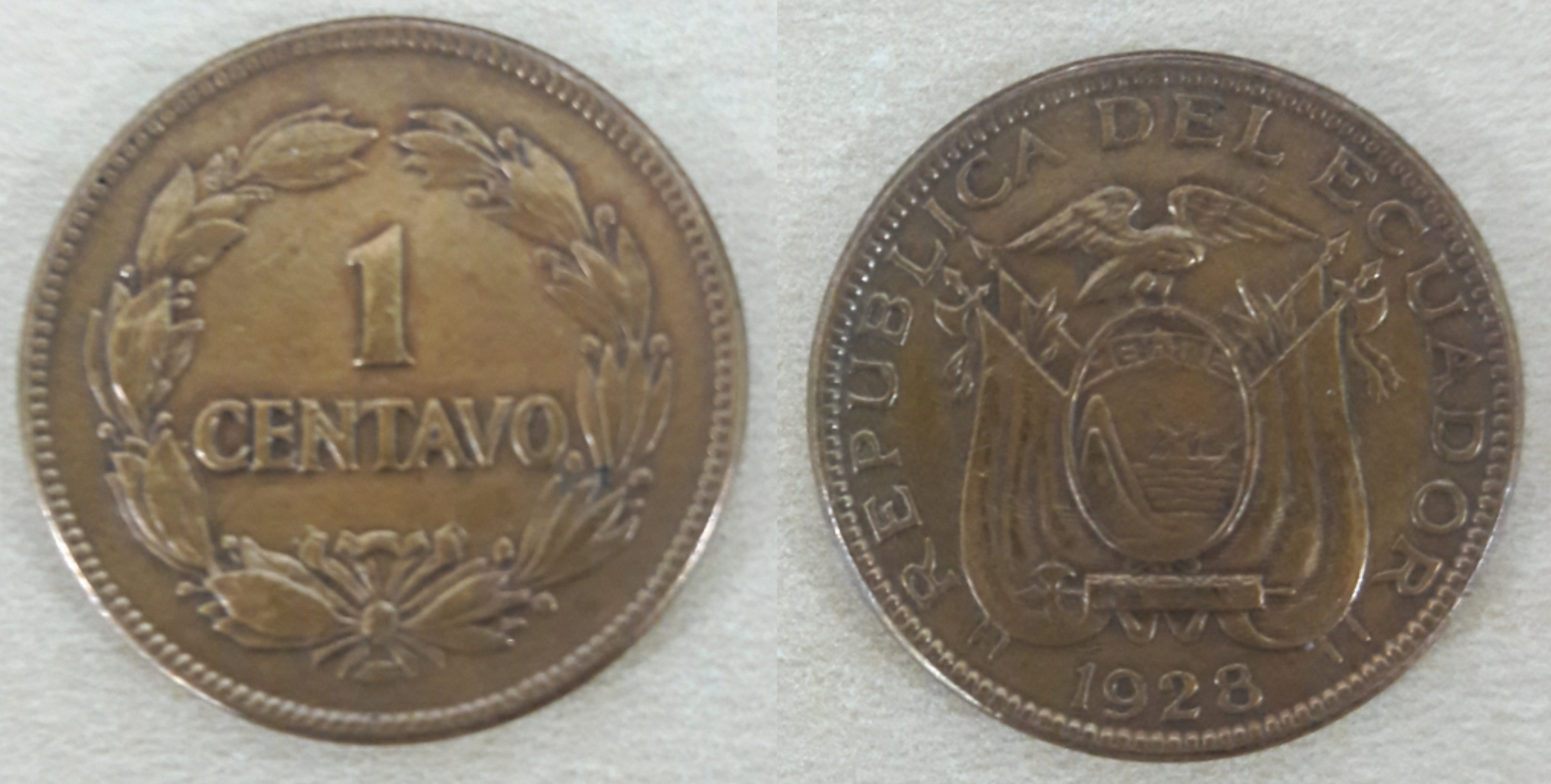
1928 عملة سنتافو واحدة

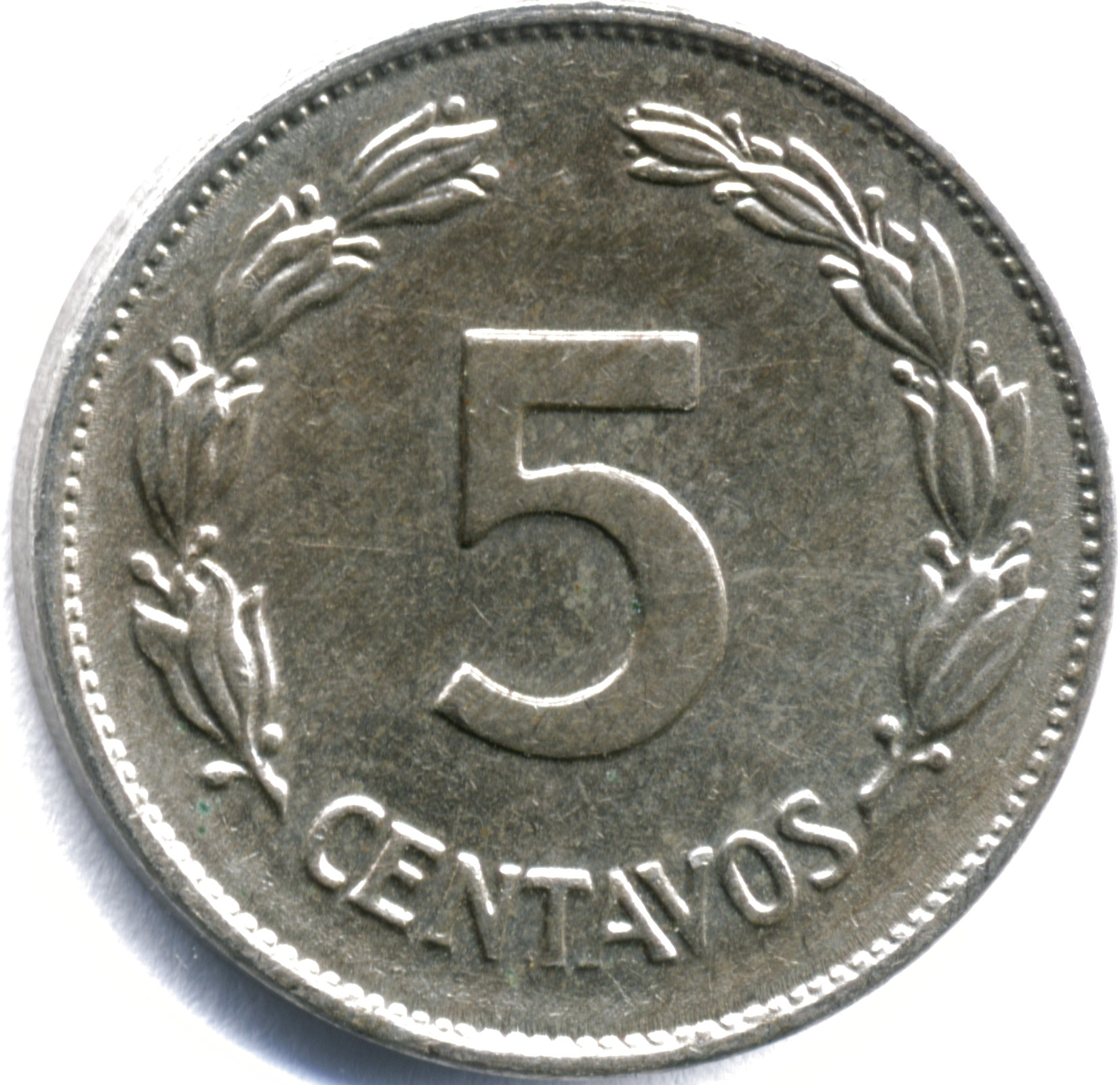
1946 عملة خمسة سنتافو
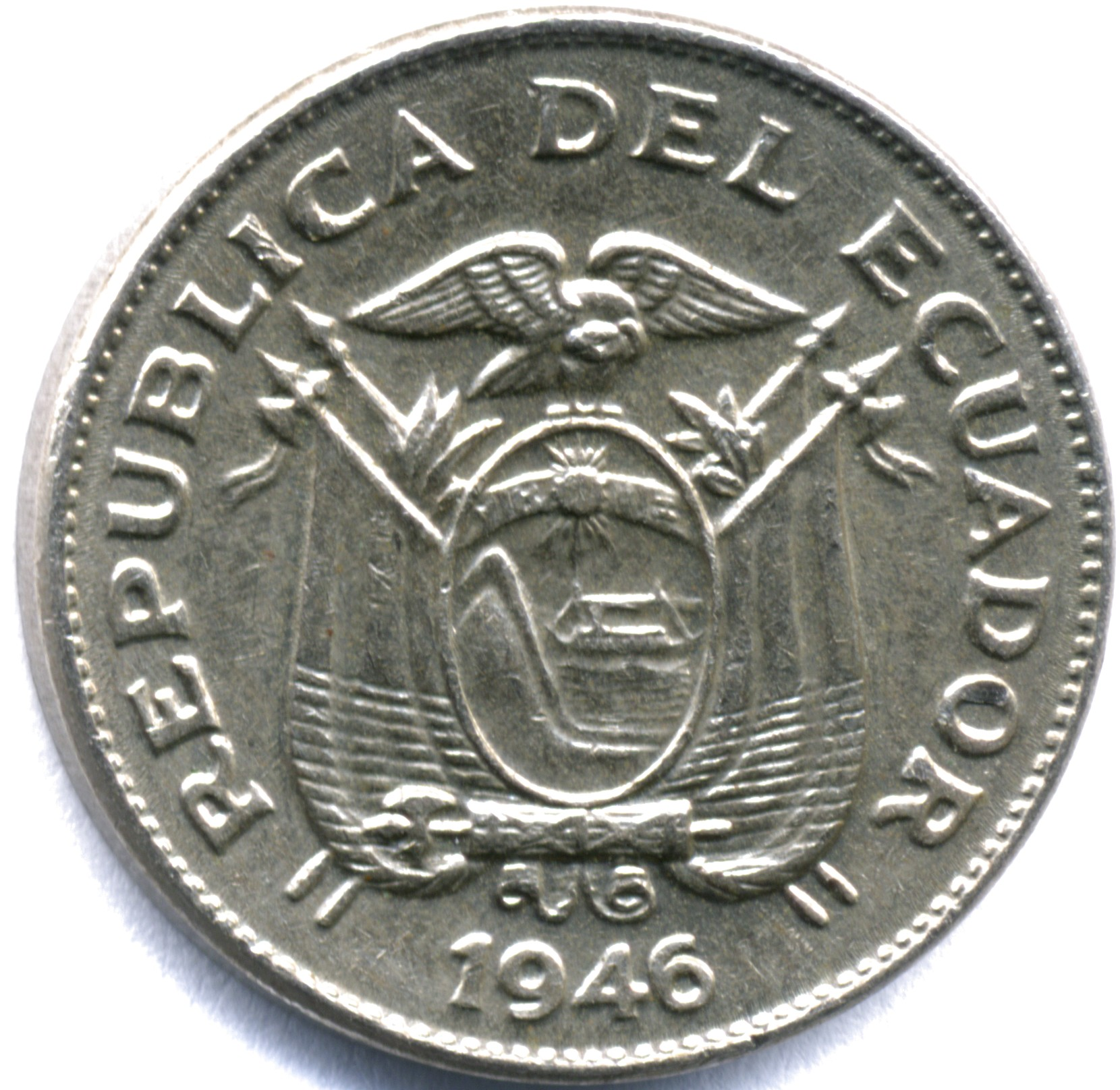
1946 عملة خمسة سنتافو

في عام 1988، طرحت العملات الفولاذية المطلية بالنيكل بقيمة 10 و20 و50 سوكري، في حين أدى التضخم المرتفع في التسعينيات إلى ظهور عملات معدنية ثنائية المعدن بقيمة 100 و500 و1000 سوكري بين 1995 و1996.

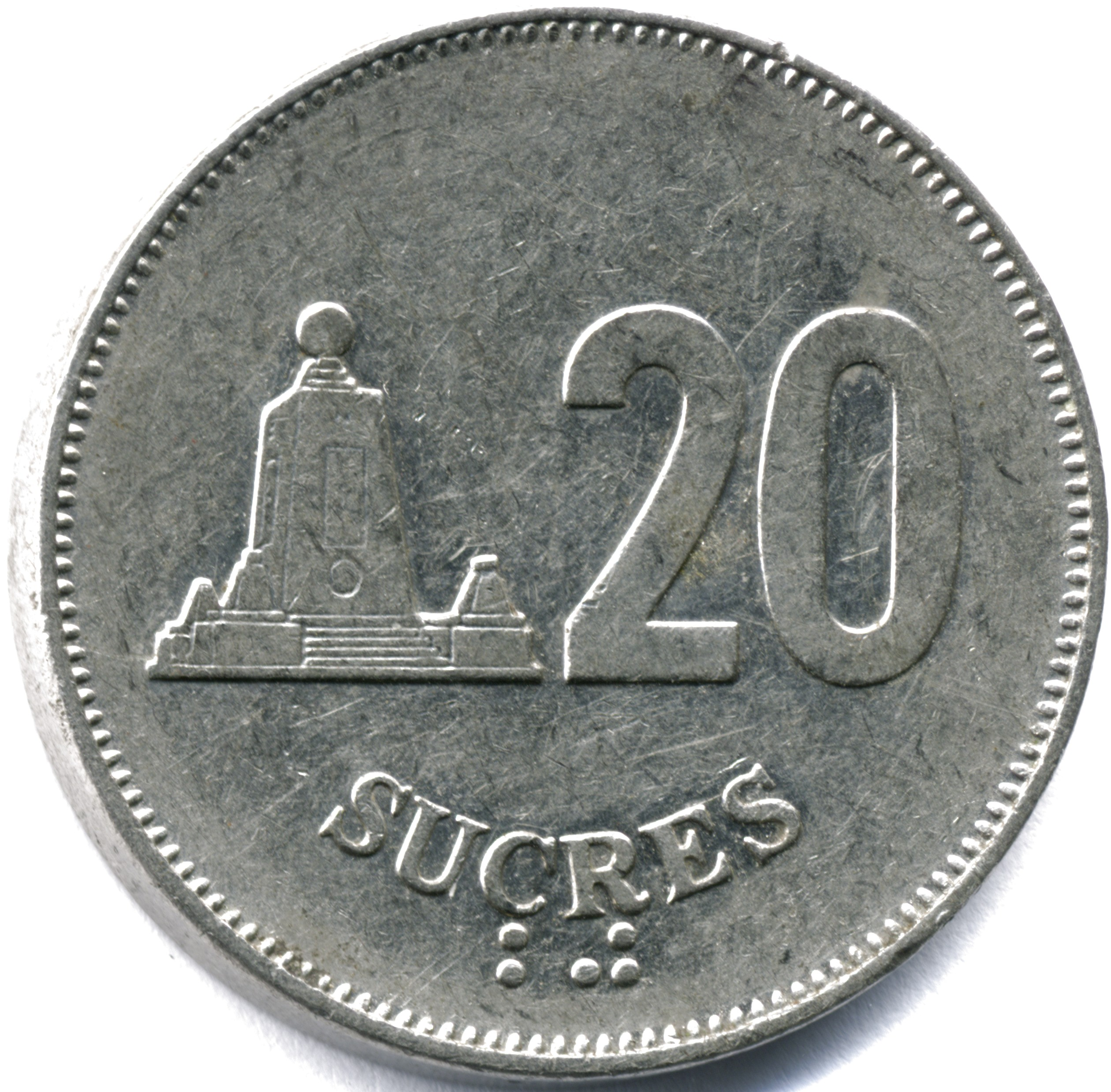
1988 عملة الجيل الجديد سوكري
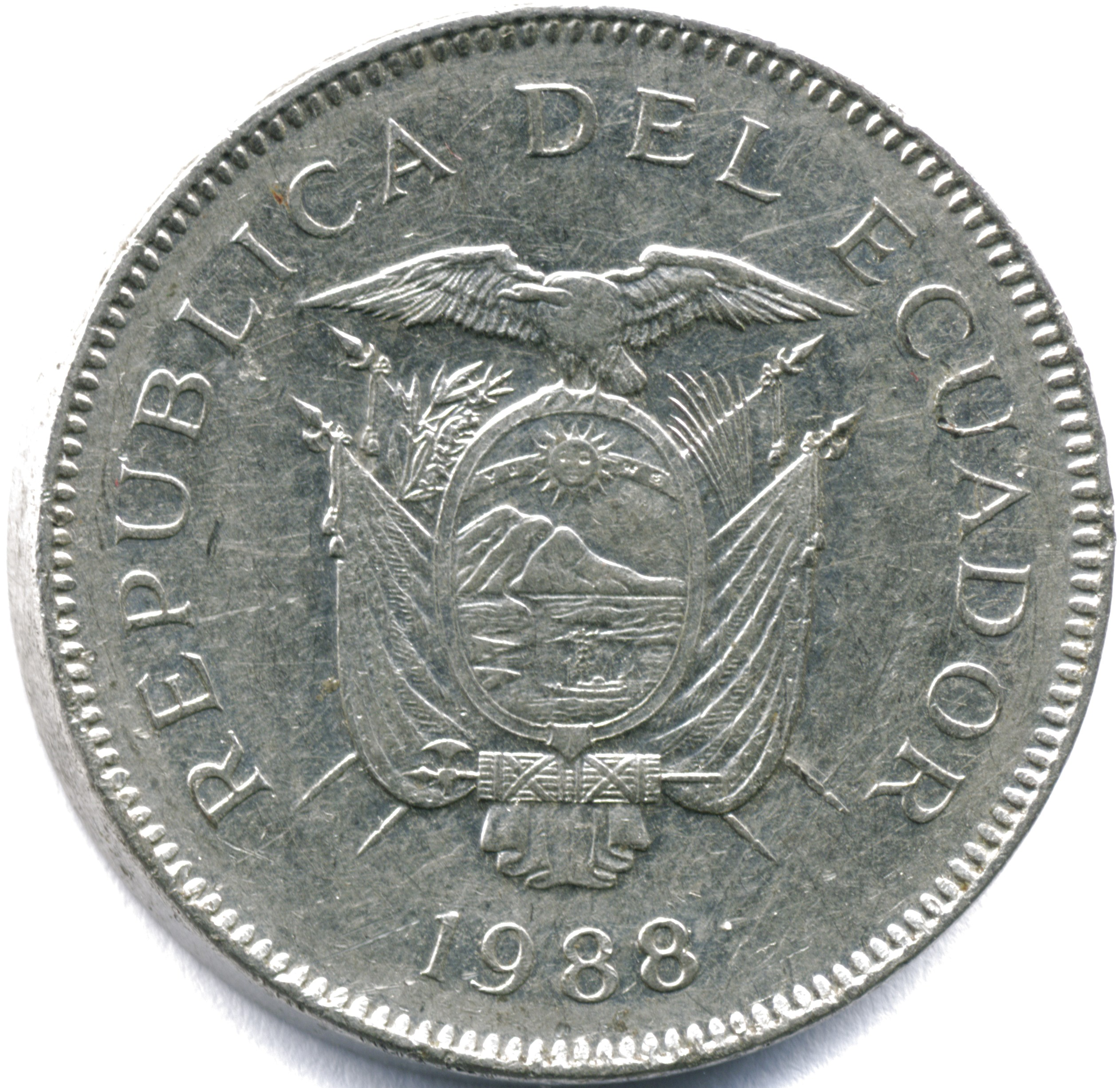
1988 عملة الجيل الجديد سوكري

## الأوراق النقدية

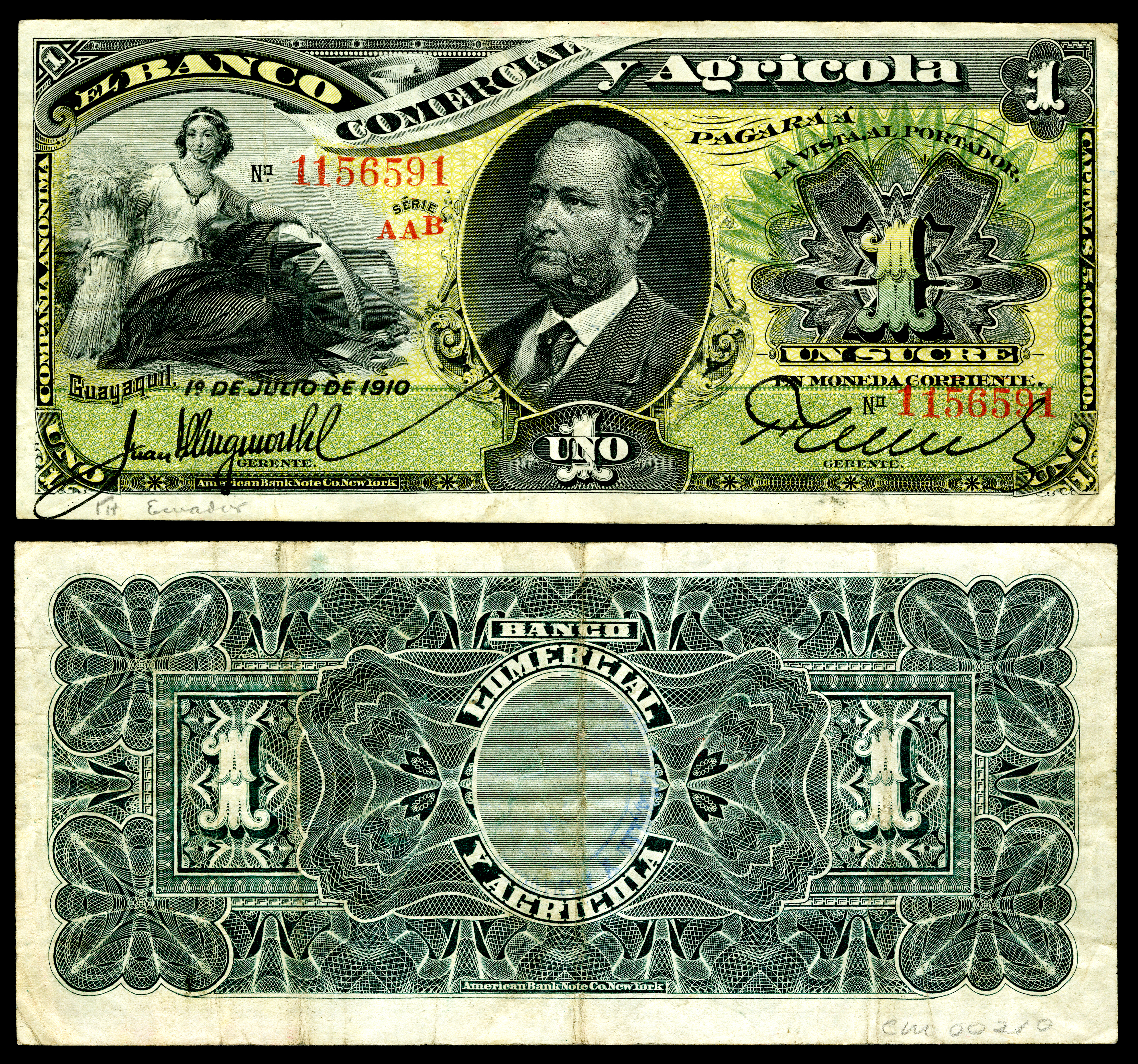
بانكو كوميرشال واي أجريكولا، 1 سوكري (1910).

| الوجه والعكس | القيمة | أبعاد       | اللون السائد | المشاهير المصورون (الوجه)           |
| ------------ | ------ | ----------- | ------------ | ----------------------------------- |
|              | 5      | 140 × 65 مم | أحمر         | أنطونيو خوسيه دي سوكري              |
|              | 10     | 140 × 65 مم | أزرق         | سيباستيان دي بيلالكازار             |
|              | 20     | 140 × 65 مم | كريم         | لا كومبانيا دي خيسوس ، كيتو         |
|              | 50     | 140 × 65 مم | أخضر         | النصب التذكاري لعملية 9 أكتوبر 1820 |
|              | 100    | 140 × 65 مم | أرجواني      | سيمون بوليفار                       |
|              | 500    | 140 × 65 مم | أزرق         | أوجينيو إسبيخو                      |
|              | 1000   | 140 × 65 مم | أخضر         | رومينياهوي                          |
|              | 5000   | 140 × 65 مم | بني + بنفسجي | خوان مونتالبو                       |
|              | 10.000 | 140 × 65 مم | بني + أخضر   | فيسنتي روكافويرتي                   |
|              | 20.000 | 140 × 65 مم | بني + أزرق   | غابرييل غارسيا مورينو               |
|              | 50.000 | 140 × 65 مم | أزرق + أحمر  | إلوي ألفارو                         |

## أسعار الصرف التاريخية
سوكر لكل دولار أمريكي:
- 2.60 (1917)[1]
- 16-17 (1959 - 1961)
- 25.00 (1979)
- 2,564.50 (1995)
- 3,189.50 (1996)
- 3,988.30 (1997)
- 5,446.60 (1998)
- 11,786.80 (1999)
- 24860.70 (يناير 2000)
- 25,000.00 (في وقت الدولرة)

## روابط خارجية
- ورقة عمل صندوق النقد الدولي بشأن الأزمة المالية.
- المسكوكات من الإكوادور
- الأوراق النقدية التاريخية للإكوادور باللغة الإنجليزية